# OneDrive
OneDrive (ранее SkyDrive и Windows Live SkyDrive) — облачное хранилище, созданное корпорацией Microsoft в августе 2007 года.
В январе 2014 года компания Microsoft объявила о переименовании облачного сервиса SkyDrive в OneDrive. Необходимость ребрендинга возникла в результате судебного иска, поданного британской телевещательной компанией British Sky Broadcasting Group (BSkyB). 20 февраля 2014 года OneDrive был официально запущен, в то время как SkyDrive прекратил своё существование.

## Характеристики
- Сервис OneDrive позволяет хранить до 5 ГБ информации бесплатно.
- Для изображений предусмотрен предварительный просмотр в виде эскизов, а также возможность их просмотра в виде слайдов[7].
- Для всех папок и файлов можно определять уровень доступа — от исключительно персонального до публичного[7].
- Есть недокументированный доступ по протоколу WebDAV[8][9].
- Выпущены клиентские приложения для Android, iOS, Windows Phone, Windows, Xbox[10] (в том числе Windows 8), macOS.
- Для бизнеса может быть получена автономная версия (англ. standalone)[11].

## Особенности
Существует поддержка Office Online в OneDrive. Это позволяет пользователям загружать, создавать, редактировать и обмениваться документами Microsoft Office непосредственно в веб-браузере. Пользователи могут создавать, просматривать и редактировать документы Word, Excel, PowerPoint и OneNote прямо в браузере.
Несомненным достоинством сервиса является возможность записи файлов путём простого перетаскивания или же использования веб-приложения. Присутствует и удалённый доступ к компьютеру, работающему под управлением Windows.
Целые папки могут быть загружены одним архивом. Для одной загрузки существует ограничение в 4 ГБ и 65 000 файлов.
В 2017 году в OneDrive для Windows 10 добавлена технология «файлы по запросу» (Files On-Demand). Технология позволяет видеть файлы в проводнике, не загружая их содержимое на устройство.
OneDrive является приложением, идущим в поставке вместе с Windows 8, 8.1, 10 и 11. На данный момент OneDrive работает на Windows, macOS, IOS, Windows Phone, Android и позволяет загружать файлы прямо через Проводник Windows.

## Поддержка форматов
OneDrive поддерживает просмотр формата PDF, а также OpenDocument. Функция поиска OneDrive не поддерживает поиск документов в формате PDF, однако поддерживается поиск по документам Office Open XML.

## Интеграция
C Outlook.com, что позволяет пользователю непосредственно загружать офисные документы и фотографии из Outlook.com, хранить их на OneDrive и делиться ими с другими пользователями, редактировать офисные документы в веб-браузере с помощью веб-приложения Office.
C Microsoft Office. Непосредственно из приложения можно сохранять файлы Word, Excel, PowerPoint и OneNote в службе OneDrive. Кроме того OneDrive интегрирован с Microsoft Office Web Apps, позволяющем создавать документы онлайн.
C поисковым сервисом Bing, что позволяет пользователям сохранять историю поиска в папке OneDrive.

## История
Сначала SkyDrive, известный ранее как Windows Live Folders, был доступен ограниченному количеству бетатестеров в США. Но с 1 августа 2007 года доступ к сервису был расширен для более широкой аудитории. Вскоре после этого, 9 августа 2007 года служба была переименована в Windows Live SkyDrive и стала доступна для тестеров из Великобритании и Индии. По состоянию на 22 мая 2008 года SkyDrive был доступен для 62 стран и регионов.
2 декабря 2008 года место хранения в SkyDrive было увеличено с 5 ГБ до 25 ГБ, и Microsoft добавила отдельную папку Windows Live Фотографии, что позволило пользователям получить доступ к своим фото и видео, хранящимся на SkyDrive. При этом стало возможным добавлять «Пользовательские теги» для фотографий, загружать в фотоальбом как фотографии, так и ZIP-файлы, а также просматривать такие EXIF-метаданные, как информацию о камере для загруженных фотографий. Microsoft также добавила поддержку полноэкранного слайд-шоу с помощью Silverlight.
Новая версия SkyDrive была представлена публике 7 июня 2010 года. В ней была добавлена поддержка приложений Office Web Apps. Обновление было выпущено в связи с прекращением поддержки панели инструментов Windows Live. Возможность синхронизироваться и обмениваться закладками между пользователями SkyDrive также была убрана. Тем не менее, пользователи по-прежнему могут использовать Windows Live Mesh, который заменил предыдущие Windows Live, не для синхронизации своих домашних и мобильных устройств, пока не было объявлено о прекращении поддержки данной функции в феврале 2013 года.
В июне 2010 года все пользователи Office Live Workspace, зарегистрированные до 2007 года, были перенесены Windows Live. Миграции последовали все существующие рабочие пространства, документы и папки для общего доступа. В результате слияния двух служб является результатом решения компании Microsoft объединить Office Live и Windows Live в одну команду в январе 2009 года, а также из-за недостатков Office Live Workspace: точности отображения и редактирования документов в браузере. Office Live Workspace не имел функции совместного редактирования в режиме реального времени.
20 июня 2011 года Microsoft полностью переделала пользовательский интерфейс для SkyDrive по средствам технологий HTML5. Microsoft также в два раза увеличила максимальный объём для хранения одного файла с 50 МБ до 100 МБ, а также добавила несколько новых функций, таких как: кэширование и аппаратное ускорение, поддержка HTML5 видео, быстрый просмотр, более точное расположение фотографий, бесконечная прокрутка. Эти обновления затронули не только SkyDrive, но и Windows Live Фотографии и Windows Live, объединив всё в один интерфейс. Файлы и папки, как пользовательские так и общие, в том числе Windows Live групп, также стали доступны в новом интерфейсе. 29 ноября 2011 года Microsoft выпустила обновление SkyDrive для того, чтобы сделать обмен и управление файлами ещё проще, а также использование HTML5 и ряд других обновлений. Это позволило пользователям видеть, сколько места в хранилище свободно и сколько они использовали — функция, которая была удалена в предыдущем обновлении в рамках модернизации.
3 декабря 2011 года Microsoft выпустила SkyDrive для iOS и SkyDrive для Windows Phone, которые доступны в App Store и Windows Phone Store. 22 апреля 2012 года Microsoft выпустила приложение SkyDrive для Windows Vista, Windows 7, Windows 8 и macOS, что позволило пользователям синхронизировать файлы на SkyDrive так же, как в Windows Live Mesh, а также позволило пользователям работать с хранилищем как через приложение, так и через веб-браузер. Кроме того, SkyDrive стал платно предоставлять дополнительное пространство для хранения, а также снизил свободное пространство для хранения новым пользователям до 7 ГБ (с 25 Гб). Существующим пользователям было предложено бесплатное обновление с возможностью сохранить их 25 Гб объёма хранилища. Обновлённый SkyDrive стал поддерживать файлы размером до 2 ГБ (при загрузке через приложение SkyDrive). Обновление затронуло и дополнительные функции, такие как поддержку формата OpenDocument, сервиса для сокращения URL, а также прямого обмена файлами в Twitter.
14 августа 2012 года Microsoft объявила об обновлённом SkyDrive, где были заметно изменены SkyDrive.com, SkyDrive для рабочего стола Windows и macOS, а также API SkyDrive в рамках Live Connect. Для SkyDrive.com обновления принесли новый «современный» дизайн для веб-служб в соответствии с Metro UI. Вместе с обновлением пользовательского интерфейса служба также получила другие улучшения, такие как мгновенный поиск, контекстную панель инструментов, множественный выбор в виде миниатюр, перетаскивание файлов мышкой, улучшенную сортировку файлов. В SkyDrive для рабочего стола Windows и macOS обновление принесло улучшение производительности при добавлении фотографий и улучшенную синхронизацию. Обновились также API SkyDrive с удалением ограничений типов файлов, возможностью загружать изображения в полном разрешении, а также многообазии типов файлов для сохранения и открытия в SkyDrive. 28 августа 2012 года, Microsoft выпустила SkyDrive приложение для Android в магазине Google Play. 18 сентября 2012 года в Microsoft также представили функцию очищения корзины на SkyDrive и объявили, что SkyDrive будет поддерживать создание онлайн-опросов с помощью Excel Web App.
13 февраля 2013 года Microsoft объявила о закрытии сервиса Windows Live Mesh, о чём за два месяца пользователям было разослано сообщение с предупреждением о закрытии и о безвозвратной потере данных после указанной даты. И предложен переход на другой облачный сервис Microsoft — SkyDrive.
В июне 2013 года у Microsoft возникла судебная тяжба с британской телекомпанией BSkyB за слово «Sky» в имени. Постановлением суда было объявлено, что бренд сервиса нарушил товарный знак компании BSkyB. 31 июля 2013 года в пресс-релизе от BSkyB и Microsoft было объявлено, что урегулирование было достигнуто и в результате имя SkyDrive будет убрано. BSkyB позволила Microsoft продолжать использовать бренд «в течение разумного периода времени для обеспечения упорядоченного перехода к новым брендам». 27 января 2014 года Microsoft объявила, что «SkyDrive» и «SkyDrive Pro» станет, соответственно, «OneDrive» и «OneDrive для бизнеса». Ребрендинг вступил в силу для большинства платформ 19 февраля 2014 года.